# Parroquia de Rapides
La parroquia de Rapides (en inglés: Rapides Parish), fundada en 1807, es una de las 64 parroquias del estado estadounidense de Luisiana. En el año 2000 tenía una población de 126.337 habitantes con una densidad poblacional de 37 personas por km². La sede de la parroquia es Alexandria.

## Geografía
Según la Oficina del Censo, la parroquia tiene un área total de 3527 km² (1361,8 mi²), de la cual 3425 km² (1322,4 mi²) es tierra y 102 km² (39,4 mi²) (2.89%) es agua.

### Parroquias adyacentes
- Parroquia de Grant - norte
- Parroquia de La Salle - noreste
- Parroquia de Avoyelles - este
- Parroquia de Evangeline - sureste
- Parroquia de Allen - suroeste
- Parroquia de Vernon - oeste
- Parroquia de Natchitoches - noroeste

## Carreteras
- Interestatal 49
- U.S. Highway 71
- U.S. Highway 165
- U.S. Highway 167
- Carretera Estatal de Luisiana 1
- Carretera Estatal de Luisiana 28

## Demografía
En el 2000 la renta per cápita promedia de la parroquia era de $29,856, y el ingreso promedio para una familia era de $36,671. En 2000 los hombres tenían un ingreso per cápita de $29,775 versus $20,483 para las mujeres. El ingreso per cápita para la parroquia era de $16,088. Alrededor del 20.50% de la población estaba bajo el umbral de pobreza nacional.

## Ciudades y pueblos
| - Alexandria - Ball - Boyce | - Cheneyville - Deville - Forest Hill | - Glenmora - Lecompte - Libuse | - McNary - Pineville - Woodworth |